# Cantache
Die Cantache ist ein Fluss in Frankreich, der in den Départements Mayenne und Ille-et-Vilaine der Regionen Pays de la Loire und Bretagne verläuft.

## Verlauf
Sie entspringt im Gemeindegebiet von Saint-Pierre-des-Landes unter dem Namen Ruisseau de Champlin und ändert im Oberlauf noch mehrfach ihren Namen. Sie entwässert generell in südwestlicher Richtung und wird bei Châtillon-en-Vendelais zum Étang de Châtillon aufgestaut. Ab hier erhält sie definitiv den Namen Cantache. Unterhalb von Montreuil-sous-Pérouse dotiert sie auch den Stausee Plan d’Eau de la Cantache und mündet nach insgesamt rund 36 Kilometern an der Gemeindegrenze von Saint-Jean-sur-Vilaine und Pocé-les-Bois als rechter Nebenfluss in die Vilaine.

## Orte am Fluss
(Reihenfolge in Fließrichtung)
- Dompierre-du-Chemin
- Châtillon-en-Vendelais
- Montreuil-sous-Pérouse